# Adrián Lastra
Adrián Lastra, nato Luis Adrián Álvaro Lastra (Madrid, 26 febbraio 1984), è un attore spagnolo.

## Filmografia parziale

### Cinema
- Fuga de cerebros, regia di Fernando González Molina (2009)
- Primos, regia di Daniel Sánchez Arévalo (2011)
- Fuga de cerebros 2, regia di Carlos Therón (2011)
- De chica en chica, regia di Sonia Sebastián (2015)
- Noctem, regia di Marcos Cabotá (2017)
- Toc Toc, regia di Vicente Villanueva (2017)
- El club de los buenos infieles, regia di Lluís Segura (2017)
- Litus., regia di Dani de la Orden (2019)
- Si yo fuera rico, regia di Álvaro Fernández Armero (2019)
- En Brazos de un Asesino, regia di Matías Moltrasio (2019)
- Hasta que la boda nos separe, regia di Dani de la Orden (2020)
- La manzana de oro, regia di Jaime Chávarri (2022)
- Matusalén, regia di David Galán Galindo (2023)

### Televisione
- Corta-t - serie TV, 9 episodi (2005-2006)
- Bicho malo - serie TV, 40 episodi (2009)
- Lalola - serie TV, 110 episodi (2008-2009)
- BuenAgente - serie TV, 12 episodi (2011)
- Stamos okupa2 - serie TV, 13 episodi (2012)
- Velvet - serie TV, 55 episodi (2013-2016)
- Velvet Collection - serie TV, 21 episodi (2017-2019)
- Jaguar - serie TV, 6 episodi (2021)
- Senza confini (Sin límites) - miniserie TV, 6 episodi (2022)
- Camilo Superstar - miniserie TV, 4 episodi (2023)